# Bundelcollybia
De bundelcollybia (Collybiopsis confluens) is een schimmel behorend tot de familie Marasmiaceae. Hij groeit in bundels op strooisel in loof- en gemengde bossen (juli - november). In 2021 is deze schimmel door R.H. Petersen ingedeeld in het geslacht Collybiopsis. Gymnopus confluens geldt sindsdien als synoniem.

## Kenmerken

### Uiterlijke kenmerken
Hoed
De hoed is gewelfd en heeft een diameter van 3 tot 5 cm. De oppervlakte is hygrofaan. In vochtige toestand is de oppervlakte vleeskleurig bruin, in droge toestand lichtbeige tot bijna wit. Bij oude vruchtlichamen is de rand golvend en licht gekarteld.
Lamellen
De lamellen zijn smal en staan dicht opeen en lijken bijna vrij van de steel te staan. Jonge exemplaren zijn witachtig en naarmate ze ouder worden crèmekleurig tot bleekgeelgeel of rozebruin.
Steel
De steel heeft een lengte van 3 tot 6 cm en een dikte van 2 tot 5 mm. De steel is samengedrukt, taai en donzig. De kleur is vuilroze tot bruin en het vlees is wit.
Geur en smaak
Het dunne, taaie vruchtvlees is roombruin en ruikt licht aromatisch naar paddenstoelen. De smaak is mild.

### Microscopische kenmerken
De gladde, inamyloïde sporen zijn 7 tot 10 µm lang en 3,5 tot 4,2 (-5) µm breed. Ze zijn enigszins druppelvormig, ellipsoïde of spoelvormig en zijn niet cyanofiel, wat betekent dat ze niet kleuren met katoenblauw.
De sporenkleur is wit. De afmeting is 6-10 × 3,5-5 µm en de vorm glad, traanvormig tot elliptisch. De clavaat, viersporige basidia meten 22,4-26,6 µm × 5-7 µm. Pleurocystidia zijn afwezig, de 27,5-70 µm lange en 2,8-5,6 µm brede cheilocystidia zijn talrijk. Ze zijn onregelmatig clavaat tot cilindrisch van vorm en gedraaid. Soms kunnen ze onregelmatig uitsteken of koraalachtige vertakkingen zijn. De inamyloïde lamellaire trama is evenwijdig aan verweven. De hyfen zijn 3,5-7,8 (-14,8) µm breed, glad, dunwandig en doorschijnend. Ze bevatten soms zeer refractieve, olieachtige druppeltjes. De hoedtrama is ook inamyloïde en losjes geweven. De hyfen zijn 5,5 tot 13,2 µm breed. De hoedhuid (Pileipellis) is slechts zwak gedifferentieerd en bestaat uit kruipende, vertakte en radiaal georiënteerde hyfen. De hyaliene en dunwandige cellen zijn 2,8 tot 7 µm breed en meestal glad. Af en toe kunnen ze fijn ingelegd zijn met licht getaand pigment in spiraalvormige tot onregelmatige banden. Gespverbindingen worden in alle stoffen gevormd.

## Verspreiding
De soort komt voor in dichte toefen of bundels, vaak in heksenkringen op grof strooisel van loofbomen (beuk, eik) en naaldbomen (spar). In Nederland komt hij algemeen voor. De vruchtlichamen zijn aanwezig van juli tot en met november.

## Foto's

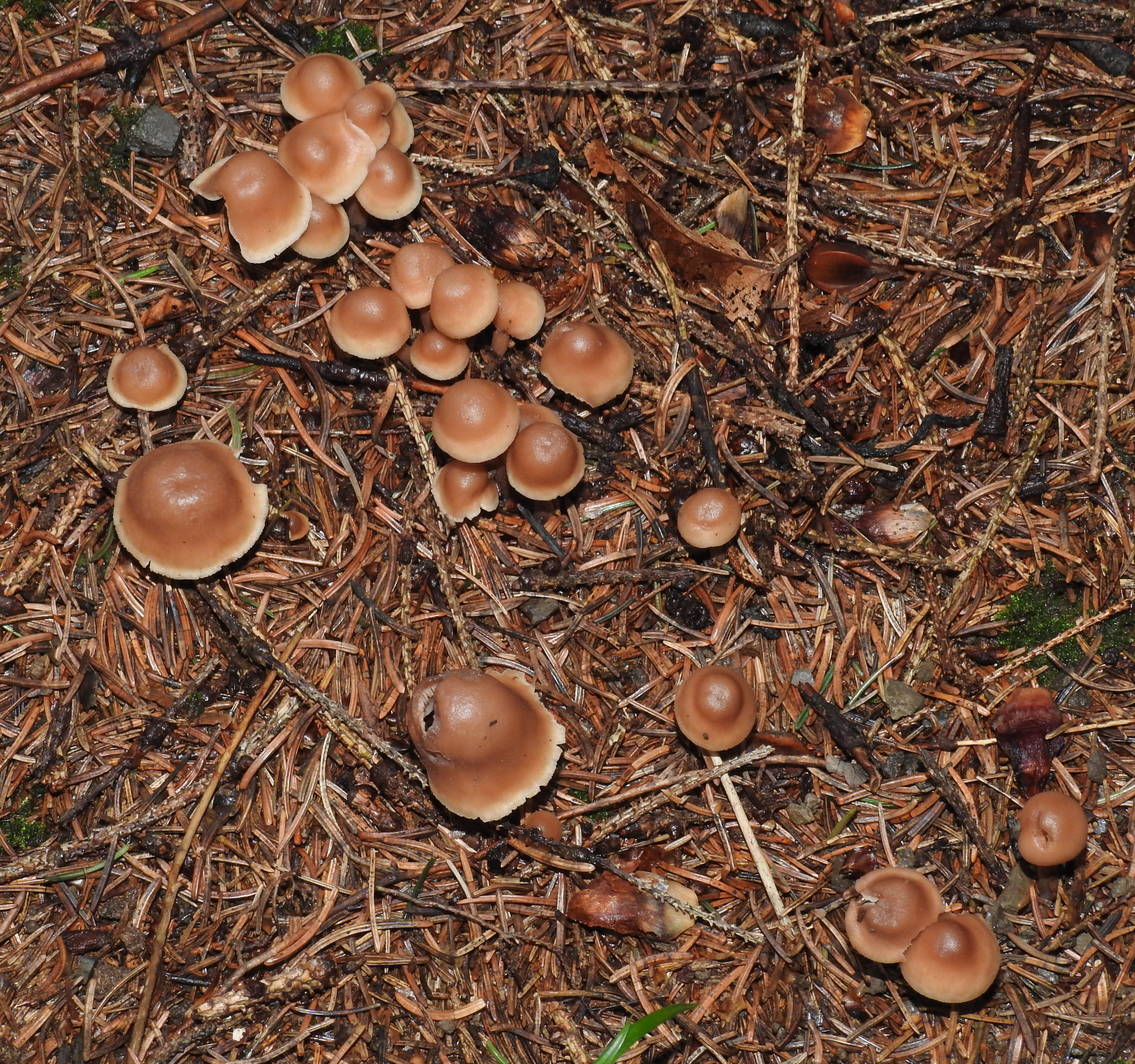
Bruine exemplaren
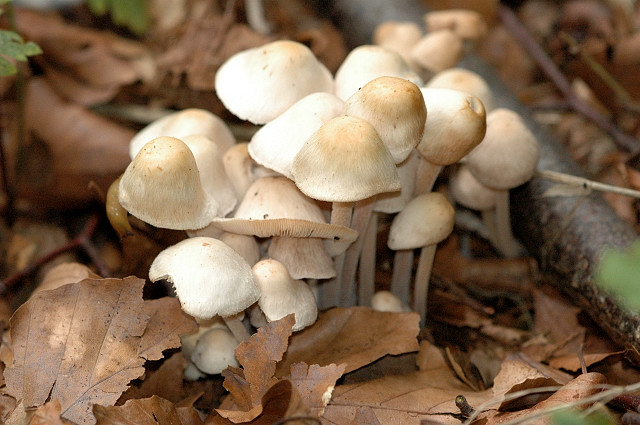
bundel
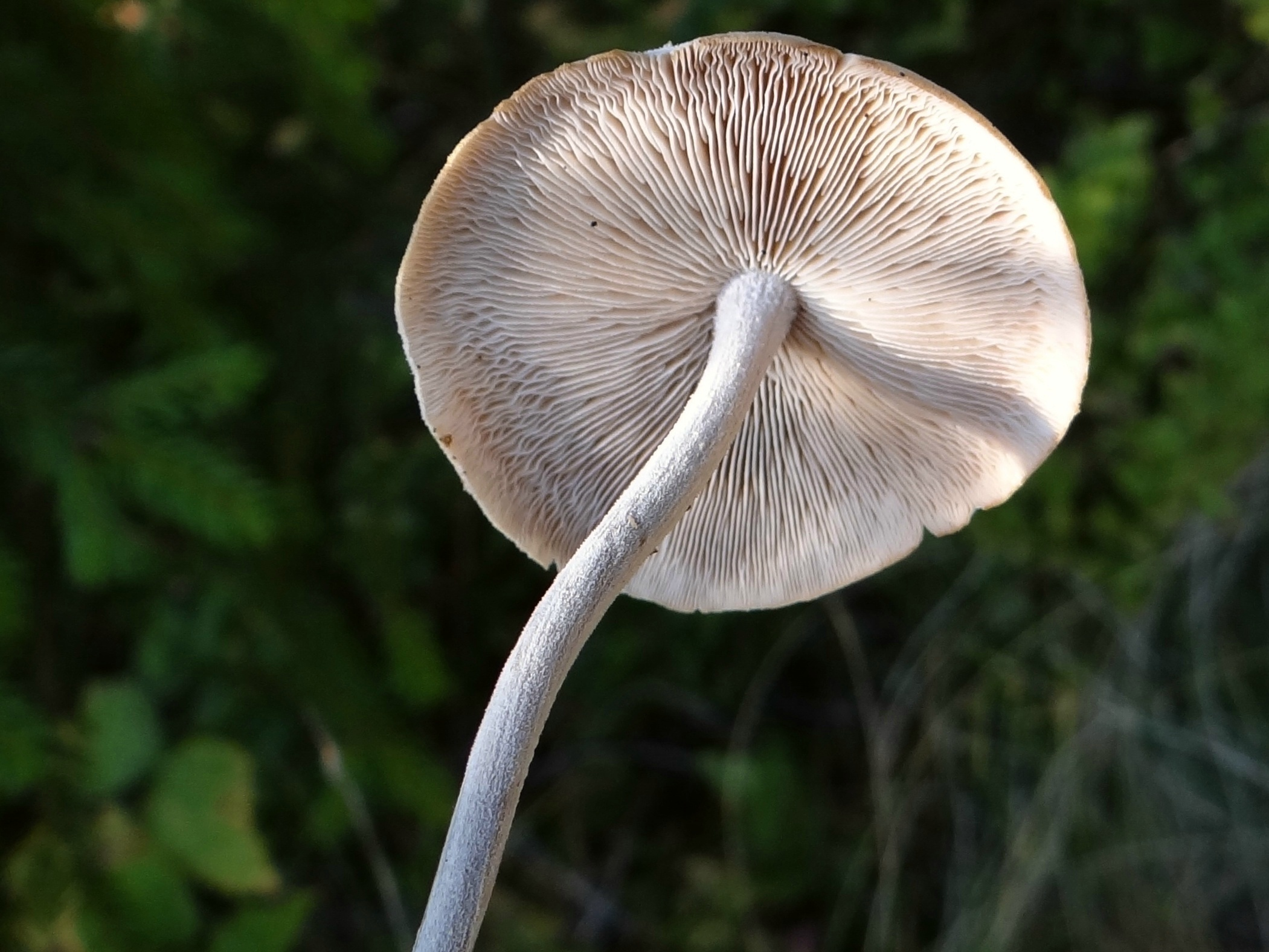
donzige steel met dicht opeenstaande lamellen
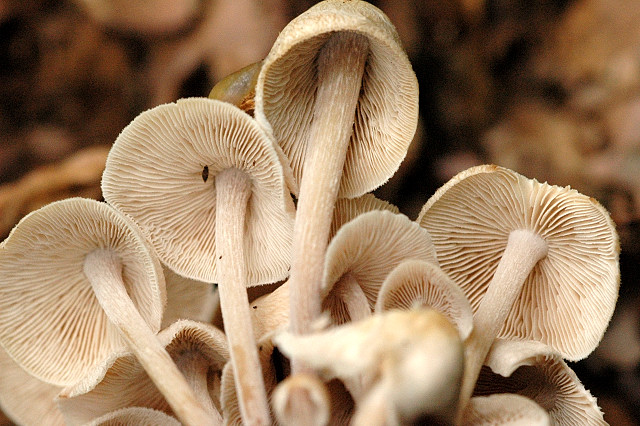
lamellen